# Lijst van badplaatsen in België
Hieronder staat een gerangschikte lijst met badplaatsen en stranden in België (langs de Belgische Kust in de provincie West-Vlaanderen) van west naar oost. Sorteren op alfabetische volgorde door te klikken op de pijltjes.
| Naam              | Opmerkingen   | Gemeente     |
| ----------------- | ------------- | ------------ |
| De Panne          |               | De Panne     |
| Sint-Idesbald     |               | Koksijde     |
| Koksijde-Bad      |               | Koksijde     |
| Sint-André        |               | Koksijde     |
| Oostduinkerke-Bad |               | Koksijde     |
| Nieuwpoort-Bad    |               | Nieuwpoort   |
| Lombardsijde-Bad  |               | Middelkerke  |
| Westende-Bad      |               | Middelkerke  |
| Middelkerke       |               | Middelkerke  |
| Raversijde        |               | Oostende     |
| Mariakerke        |               | Oostende     |
| Oostende          |               | Oostende     |
| Bredene-Duinen    | (naaktstrand) | Bredene      |
| Vosseslag         |               | De Haan      |
| De Haan           |               | De Haan      |
| Wenduine          |               | De Haan      |
| Harendijke        |               | De Haan      |
| Blankenberge      |               | Blankenberge |
| Zeebrugge         |               | Brugge       |
| Heist-Aan-Zee     |               | Knokke-Heist |
| Duinbergen        |               | Knokke-Heist |
| Albertstrand      |               | Knokke-Heist |
| Knokke            |               | Knokke-Heist |
| Het Zoute         |               | Knokke-Heist |

Australië ·
België ·
Brazilië ·
Egypte ·
Frankrijk ·
Israël ·
Mexico ·
Nederland ·
Portugal ·
Spanje ·
Turkije .
Verenigde Staten